# Аш-Шараа, Махер
Махер Хусейн Аш-Шараа (араб. ماهر الشرع‎; род. 1973, Дамаск) — сирийский политик, глава администрации президента Сирии (с 2025 года). В первом переходном правительстве занимал должность министра здравоохранения Сирии с 16 декабря 2024 по 29 марта 2025 года. Является старшим братом президента Сирии Ахмеда Аш-Шараа.

## Биография
Родился в 1973 году в Дамаске. В 2000 году окончил Воронежскую государственную медицинскую академию им. Николая Бурденко по специальности «лечебное дело», а 2004 году — по «акушерству и гинекологии». С 2004 по 2012 год работал в Министерстве здравоохранения Сирии в качестве заведующего отделением акушерства и гинекологии. В 2012 году был арестован режимом Башара Асада, но позже сбежал из тюрьмы. С 2018 по 2024 год (по другим данным, до лета 2022 года) работал заведующим женской консультацией в поликлинике №1 РЖД в Воронеже.

## Политическая карьера
В 2022—2023 годах занимал должность советника министра здравоохранения в правительстве спасения, в период землетрясения, из-за которого пострадал север Сирии.
После падения режима Асада 16 декабря 2024 года был назначен президентом Ахмедом Аш-Шараа министром здравоохранения в первой переходном правительстве. Это назначение рассматривалось как кумовство, поскольку Ахмед Аш-Шараа приходится братом Махеру Аш-Шараа.
5 апреля 2025 года был назначен главой администрации президента Сирии.